# Christina Haack
Anne Christina Haack (* 15. April 1987 in Herten) ist eine ehemalige deutsche Leichtathletin, welche sich auf den 200-Meter-Lauf spezialisiert hat.

## Berufsweg
Haack studierte nach dem Abitur an der Fachhochschule für öffentliche Verwaltung in Gelsenkirchen und ist Beamtin als Diplom-Verwaltungswirtin (FH).

## Sportliche Laufbahn
Haack kam im Grundschulalter in Recklinghausen zur Leichtathletik.
2006 wurde sie Deutsche Jugendhallenmeisterin über 60 und 200 Meter.
2007 wurde sie Deutsche U23-Vizemeisterin über 400 Meter und 2008 Dritte über 100 und 200 Meter. 2009 legte Hack eine Pause ein, um sich auf ihr Studium zu konzentrieren.
Bei den deutschen Hallenmeisterschaften 2011 gewann Haack über 200 Meter, und auch in der Freiluftsaison wurde sie über diese Distanz Deutsche Meisterin. Der DLV nominierte sie daraufhin für die Weltmeisterschaften in Daegu, wo sie Ersatzläuferin für die 4-mal-100-Meter-Staffel war.
2012 wurde sie mit der 4-mal-200-Meter-Staffel Deutsche Hallenmeisterin.
Erst 2014 konnte Haack wieder mit zwei 6. Plätzen über 100 und 200 Meter bei den deutschen Meisterschaften aufwarten. Zuvor hatte sie wegen Verletzungen und Erkrankung keine normale Saison bestreiten können.
2015 meldete sich Haack in der Hallensaison mit einem Vizemeistertitel über 4-mal 200 Meter, einem 3. Platz über die 200-Meter- und einem 8. Platz über die 60-Meter-Distanz bei den deutschen Hallenmeisterschaften zurück. In Nassau (Bahamas) erreichte sie bei den Staffel-Weltmeisterschaften den 3. Platz mit der 200-Meter-Staffel. Bei den deutschen Meisterschaften holte sich Haack beim 100-Meter-Sprint den 7. Platz.
2016 war sie wiederum erfolgreich als Deutsche Hallenmeisterin mit der 4-mal-200-Meter-Staffel. Im Freien holte Haack bei den deutschen Meisterschaften mit der 4-mal-100-Meter-Staffel die Vizemeisterschaft und einen 8. Platz über 200 Meter
Ende 2016 beendete Haack ihre sportliche Karriere.

## Vereinszugehörigkeit
Haack startete für die SG Suderwich, den Recklinghäuser LC, den TV Gladbeck und seit 2012 für den TV Wattenscheid.

## Persönliche Bestzeiten
(Stand: 12. März 2017)

Halle
- 060 m: 7,33 s (Karlsruhe, 7. Februar 2015)
- 200 m: 23,44 s (Leipzig, 27. Februar 2011)
- 400 m: 54,82 s (Dortmund, 6. Februar 2011)
- 4 × 200 m: 1:33,86 min (Karlsruhe, 26. Februar 2012)

Freiluft
- 060 m: 7,61 s (0,0) (Bremen, 21. Mai 2016)
- 100 m: 11,41 s (+1,6) (Mannheim, 13. August 2011)
- 200 m: 23,36 s (−0,8) (Mannheim, 3. Juli 2011)
- 400 m: 53,92 s (+0,1) (Erfurt, 22. Juli 2007)
- 4 × 100 m: 43,46 s (Mannheim, 3. Juli 2011)
- 4 × 200 m: 1:33,61 min (Nassau (Bahamas), 2. Mai 2015)

## Erfolge
national
- 2006: Deutsche Jugendhallenmeisterin (60 und 200 m)
- 2007: Deutsche U23-Vizemeisterin (400 m)
- 2008: 3. Platz Deutsche U23-Meisterschaften (100 und 200 m)
- 2011: Deutsche Hallenmeisterin (200 m)
- 2011: 3. Platz deutsche Hallenmeisterschaften (60 m)
- 2011: Deutsche Meisterin (200 m)
- 2011: 3. Platz deutsche Meisterschaften (4 × 100 m)
- 2012: Deutsche Hallenmeisterin (4 × 200 m)
- 2014: 6. Platz deutsche Meisterschaften (100 und 200 m)
- 2015: Deutsche Hallenvizemeisterin (4 × 200 m)
- 2015: 3. Platz deutsche Hallenmeisterschaften (200 m)
- 2015: 8. Platz deutsche Hallenmeisterschaften (60 m)
- 2015: 7. Platz deutsche Meisterschaften (100 m)
- 2016: Deutsche Hallenmeisterin (4 × 200 m)
- 2016: Deutsche Vizemeisterin (4 × 100 m)
- 2016: 8. Platz deutsche Meisterschaften (200 m)

international
- 2011: Teilnahme Weltmeisterschaften (4 × 100 m)
- 2015: 3. Platz Staffel-Weltmeisterschaften (4 × 200 m)